# 현대 유니콘스의 감독 목록
현대 유니콘스의 창단 감독은 김영덕이었다.

## 역대 감독
| 대수 | 이름   | 재임 기간       | 승  | 무 | 패  |
| ---- | ------ | --------------- | --- | -- | --- |
| 1대  | 김재박 | 1996년 ~ 2006년 | 778 | 36 | 613 |
| 2대  | 김시진 | 2007년          | 56  | 1  | 69  |

박현식 감독(82.01.08~82.04.26) → 이선덕 감독대행(82.04.27~82.11.10) → 김진영 감독(82.11.11~83.06.03) → 이재환 감독대행(83.06.04~83.07.04) → 이선덕 감
독대행(83.07.05~83.09.01) → 박현식 감독대행(83.09.02~83.10.25) → 김진영 감독(84.02.14~85.04.28) → 신용균 감독대행(85.04.29~85.06.24) → 김진영 감독
(85.06.25~85.10.16) → 허구연 감독(85.10.17~86.05.11) → 강태정 감독대행(86.05.12~86.06.17) → 허구연 감독(86.06.18~86.08.06) → 강태정 감독대행(86.08.07~
86.09.15) → 강태정 감독(86.09.16~88.04.22) → 임신근 감독대행(88.04.23~88.09.09) → 김성근 감독(88.09.10~90.10.31) → 박영길 감독(90.11.01~91.10.22) →
정동진 감독(91.10.23~95.11.21) → 김재박 감독(95.11.02~06.10.19) → 김시진 감독(06.11.06~07.11.30)

## 같이 보기
- 현대 유니콘스 연도별 선수 명단